# Jahnula seychellensis
Jahnula seychellensis är en svampart som beskrevs av K.D. Hyde & S.W. Wong 1999. Jahnula seychellensis ingår i släktet Jahnula och familjen Aliquandostipitaceae.   Inga underarter finns listade i Catalogue of Life.